# William Agee
William Ashby „Bill” Agee (ur. 25 grudnia 1905 w Richmond, zm. 26 marca 1954 w Baltimore) – amerykański lekkoatleta, uczestnik igrzysk olimpijskich w Amsterdamie 1928 r.

## Występy na igrzyskach olimpijskich
Agee wystartował tylko raz na igrzyskach olimpijskich w 1928 r. Brał udział w maratonie, który się odbył 5 sierpnia 1928 r. Dystans 42,195 km przebiegł w czasie 2:58:50 h zajmując 44 miejsce.
Popełnił samobójstwo.

## Rekordy życiowe
- maraton – 2:32:09 (1931)